# Florian Schieder
Florian Schieder, né le 26 décembre 1995 à Castelrotto, est un skieur alpin italien spécialisé dans les épreuves de vitesse. Licencié au C.S. Carabinieri, il est membre de l'équipe d'Italie de ski alpin dans les années 2010 et 2020 aux côtés de Peter Fill, Dominik Paris, Mattia Casse et Christof Innerhofer et prend part aux Mondiaux 2021 de Cortina d'Ampezzo. Après plusieurs années en Coupe du monde où sa meilleure place est une 13e place en descente à Val Gardena et Bormio en décembre 2022, il réalise un véritable exploit le 20 janvier 2023 lors de la descente de Kitzbühel où avec son dossard 43 il termine deuxième derrière Vincent Kriechmayr en profitant des conditions de la piste.

## Palmarès

### Championnats du monde
| Épreuve / Édition               | Descente | Super G | Slalom géant | Slalom | Combiné |
| Mondiaux 2021 Cortina d'Ampezzo | Ab.      | —       | —            | —      | —       |

### Coupe du monde
- 2 podiums.

#### Différents classements en Coupe du monde
| Année/Classement | Année/Classement | Général | Général | Descente | Descente | Super G | Super G | Slalom géant | Slalom géant | Slalom | Slalom | Combiné | Combiné |
| ---------------- | ---------------- | ------- | ------- | -------- | -------- | ------- | ------- | ------------ | ------------ | ------ | ------ | ------- | ------- |
| Année/Classement | Année/Classement | Class.  | Points  | Class.   | Points   | Class.  | Points  | Class.       | Points       | Class. | Points | Class.  | Points  |
| 2018             | 2018             | 151e    | 4       | —        | —        | 47e     | 4       | —            | —            | —      | —      | —       | —       |
| 2019             | 2019             | —       | —       | —        | —        | —       | —       | —            | —            | —      | —      | —       | —       |
| 2020             | 2020             | 137e    | 13      | —        | —        | 54e     | 6       | —            | —            | —      | —      | 39e     | 7       |
| 2021             | 2021             | 119e    | 18      | 40e      | 18       | —       | —       | —            | —            | —      | —      | —       | —       |
| 2022             | 2022             | —       | —       | —        | —        | —       | —       | —            | —            | —      | —      | —       | —       |

### Championnats du monde juniors
| Épreuve / Édition    | Descente | Super G | Slalom géant | Slalom | Combiné |
| Mondiaux 2016 Sotchi | 21e      | 23e     | —            | —      | Ab.     |